# Антонелла Раньо-Лонці
Антонелла Раньо-Лонці (італ. Antonella Ragno-Lonzi, нар. 6 червня 1940, Венеція, Італія) — італійська фехтувальниця на рапірах, олімпійська чемпіонка (1972 рік), дворазова бронзова (1960 та 1964 роки) призерка Олімпійських ігор.

## Виступи на Олімпіадах
| Олімпіада   | Дисципліна           | Місце     |
| ----------- | -------------------- | --------- |
| Рим 1960    | індивідуальна рапіра | 4 p1 r2/4 |
| Рим 1960    | командна рапіра      | 3         |
| Токіо 1964  | індивідуальна рапіра | 3         |
| Токіо 1964  | командна рапіра      | 4         |
| Мехіко 1968 | індивідуальна рапіра | 13        |
| Мехіко 1968 | командна рапіра      | 6         |
| Мюнхен 1972 | індивідуальна рапіра | 1         |
| Мюнхен 1972 | командна рапіра      | 4         |